# Haplidus laticeps
Haplidus laticeps – gatunek chrząszcza z rodziny kózkowatych.

## Zasięg występowania
Ameryka Północna; występuje w płd. USA (Nowy Meksyk, zach. i płn. Teksas i Oklahoma) oraz w płn. Meksyku.

## Biologia i ekologia
Imago spotykane w marcu i kwietniu. Roślinami żywicielskimi są drzewa z rodzaju akacja i jadłoszyn.